# Along Came a Spider
Along Came a Spider – dwudziesty piąty album studyjny rockowego wokalisty Alice Coopera, wydany 29 lipca 2008 roku. Był to najwyżej notowany album Coopera w Stanach Zjednoczonych od czasu albumu Hey Stoopid, wydanego w roku 1991.
Początkowo Along Came a Spider miał zostać wydany w 2007 roku, lecz producent zdecydował przesunąć premierę na następny rok. Cooper planował stworzyć sequel tego albumu, zatytułowany The Night Shift, zdecydował się jednak na stworzenie Welcome 2 My Nightmare.

## Lista utworów
1. "Prologue/I Know Where You Live" – 4:21
2. "Vengeance is Mine" (feat. Slash) – 4:26
3. "Wake the Dead" – 3:53
4. "Catch Me If You Can" – 3:15
5. "(In Touch with) Your Feminine Side" – 3:16
6. "Wrapped in Silk" – 4:17
7. "Killed by Love" – 3:34
8. "I'm Hungry" – 3:58
9. "The One That Got Away – 3:21
10. "Salvation" – 4:36
11. "I Am the Spider/Epilogue" – 5:21

Bonusowe utwory na iTunes/Wydanie z 2010 roku:
1. "Shadow of Yourself" – 3:29
2. "I'll Still Be There" – 3:50
3. "Salvation" (wersja akustyczna) – 4:46